# Guillermo García Cantú
Guillermo García Cantú  (Monterrey, Nuevo León, 24 de agosto de 1962) es un actor mexicano, destacado por sus papeles en telenovelas, frecuentemente como villano.

## Biografía
Nació en Monterrey, Nuevo León. Hijo de Guillermo García y Carlota Alicia Cantú Treviño (fallecida en 2025). Contrajo matrimonio el 25 de agosto de 1978 con Magdalena García González. Guillermo inició su carrera como actor a los 25 años de edad, la primera telenovela en la que apareció, con un rol menor, fue De pura sangre producción de Ernesto Alonso en 1985. Luego consigue su primer estelar en la El engaño (1986), también producida por Ernesto Alonso y donde compartía créditos con Erika Buenfil.
Su trayectoria es bastante amplia, ha actuado en más de 20 telenovelas, entre las que destacan: Cuando llega el amor (1990), Marimar (1994), La intrusa (2001) y Amar otra vez (2004), entre otras. Técnicamente, Guillermo es uno de los villanos de telenovelas por excelencia.
En los años 2005, trabajó en La madrastra, en la que hizo el personaje antagónico estelar de 'Demetrio Rivero', compartiendo créditos con Victoria Ruffo y César Évora. En 2006 interpretando al malvado 'Claudio Garza' en la telenovela juvenil Código postal, al lado de Jacqueline García. En 2008, se integró al elenco de la exitosísima telenovela Fuego en la sangre, en la que le da vida al personaje de 'Fernando', antagónico estelar compartiendo escenas de Adela Noriega, Diana Bracho y Ninel Conde entre otros.
En 2009, antagoniza la telenovela Camaleones. Aquí comparte escenario con Edith González, Belinda, Alfonso Herrera y Grettell Valdez. En 2010, es el villano principal junto a Daniela Romo y Dominika Paleta en Triunfo del amor en donde, actuaron junto a Victoria Ruffo, Maite Perroni y William Levy entre otros, bajo la producción de Salvador Mejía.
En 2014, antagonizó la telenovela La malquerida, donde trabajó nuevamente con Victoria Ruffo, Sabine Moussier,  y compartió créditos con Cristian Meier, Ariadne Díaz y Mane de la Parra entre otros,  bajo la producción de José Alberto Castro. En 2015, recibió un papel antagónico en Lo imperdonable, donde interpretaba al padre de Verónica (Ana Brenda Contreras).
En 2016, fue el antagónico principal junto a Jacqueline Andere, Natalia Guerrero y Gabriela Vergara en Las amazonas, donde interpretó al malvado "Loreto Guzmán", compartiendo créditos con Danna García, Andrés Palacios, Mariluz Bermúdez, y nuevamente junto con Victoria Ruffo, César Évora y Grettell Valdez bajo la producción de Salvador Mejía Alejandre.
En 2018 y 2019 participó en la telenovela Por amar sin ley tanto en la primera y en la segunda temporada bajo la producción de José Alberto Castro, dejando de lado los papeles antagónicos, interpretando al abogado Alonso Vega personaje principal del despacho jurídico. Comparte créditos con Ana Brenda Contreras, David Zepeda, Julián Gil, Altair Jarabo, Sergio Basáñez, José María Torre, Kimberly Dos Ramos, Manuel Balbi, Ilithya Manzanilla, Eva Cedeño, Marc Clotet y Pablo Valentín.
En 2020 retomó su personaje de la telenovela Por amar sin ley en una participación especial en la telenovela Médicos, línea de vida, también producción de José Alberto Castro.
En 2023 toma la interpretación de "Ramsés torrenegro" en la telenovela El amor invencible protagonizada por Angelique Boyer y Daniel Elbittar cómo padre de familia con "negociós turbios" y muchos contactos, donde hace una de sus mejores interpretaciones como un traficante de blancas.

## Trayectoria

### Telenovelas
- Las hijas de la señora García (2024-2025) - Luis Portilla[1]
- El amor no tiene receta (2024) - Ramsés Torrenegro
- El amor invencible (2023) - Ramsés Torrenegro[2]
- Los ricos también lloran (2022) - Alberto Salvatierra[3]
- Te acuerdas de mí (2021) - Olmo Cáceres
- Médicos, línea de vida (2019-2020) - Alonso Vega
- Por amar sin ley (2018-2019) - Alonso Vega
- Las amazonas (2016) - Loreto Guzmán Valdez
- Lo imperdonable (2015) - Aarón Martínez
- La malquerida (2014) - Norberto Palacios Rincón
- Entre tú y yo (2012) - Mariano
- Triunfo del amor (2010-2011) - Guillermo Quintana
- Camaleones (2009-2010) - Augusto Ponce de León
- Fuego en la sangre (2008) - Fernando Escandón
- Código postal (2006-2007) - Claudio Garza Moheno
- Peregrina (2005-2006) - Carrión
- La madrastra (2005) - Demetrio Rivero
- Amar otra vez (2004) - Guillermo Montero
- Solo para ti (2002-2003) - Leonardo
- La intrusa (2001) - Rodrigo Junquera Jr.
- Mujer bonita (2001) - Leopoldo
- Siempre te amaré (2000) - Jorge Montesinos
- Serafín (1999) - Raúl Salgado
- Rosalinda (1999) - José Fernando Altamirano
- Salud, dinero y amor (1997-1998) - Felipe
- Marisol (1996) - Raúl Montemar
- Canción de amor (1996) - Lic. Arizmendi
- Acapulco, cuerpo y alma (1995-1996) - Marcelo De Maris
- Bajo un mismo rostro (1995) - Locutor
- Volver a empezar (1994-1995) - Tony Reséndiz
- Marimar (1994) - Bernardo Duarte
- Valentina (1993-1994) - Víctor Luján
- Triángulo (1992) - David Villafranca Linares
- Atrapada (1991-1992) - Víctor Montero
- Cuando llega el amor (1989-1990) - Rodrigo Fernández
- La casa al final de la calle (1989) - Braulio
- Dos vidas (1988) - Mauricio
- Cómo duele callar (1987) - Mauro
- El engaño (1986) - Gerardo
- Seducción (1986) - Camilo
- De pura sangre (1985-1986) - Anselmo Bustamante

### Series de televisión
- María Félix: La Doña (2022)
- Diseñador ambos sexos Capítulo 36: Rumores (2001) .... Él mismo
- Mujer, casos de la vida real (1990) - Benjamín (episodio "Obsuridad")
- La hora marcada (1989) - Guillermo Cano (episodio "Con todo para llevar")

### Teatro
- Los diez días que conmovieron al mundo (1984)

Muestra nacional de teatro Xalapa 1984

## Premios y nominaciones

### Premios TVyNovelas
| Año  | Categoría                  | Telenovela                   | Resultado |
| ---- | -------------------------- | ---------------------------- | --------- |
| 2020 | Mejor primer actor         | Por amar sin ley             | Nominado  |
| 2019 | Mejor primer actor         | Por amar sin ley             | Nominado  |
| 2012 | Mejor actor antagónico     | Triunfo del amor             | Nominado  |
| 2009 | Mejor actor antagónico     | Fuego en la sangre           | Ganador   |
| 2006 | Mejor actor antagónico     | La madrastra                 | Nominado  |
| 2002 | Mejor actor coestelar      | La intrusa                   | Nominado  |
| 1996 | Mejor villano              | Acapulco, cuerpo y alma      | Nominado  |
| 1990 | Mejor actor joven          | La casa al final de la calle | Nominado  |
| 1987 | Mejor actor joven          | El engaño                    | Nominado  |
| 1986 | Mejor revelación masculina | De pura sangre               | Nominado  |

### Premios Bravo
| Año  | Categoría              | Nominación por     | Resultado |
| ---- | ---------------------- | ------------------ | --------- |
| 2009 | Mejor actor antagónico | Fuego en la sangre | Ganador   |